# Andevo
 (janvier 2024).

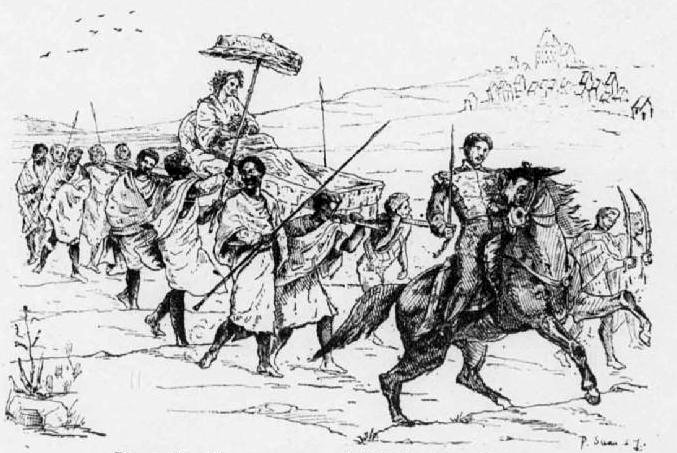
Gravure de la reine Ranavalona I de Madagascar en voyage avec son fils, le prince Radama II, accompagnés par leurs « andevos », leurs esclaves.

A Madagascar, Andevo est le terme générique servant à désigner les esclaves, au sens le plus large. On disait également mpanompo ou serviteur. 
Au départ, ce terme semble être issu de olon-devo, « gens de maison » dans l'ancienne langue où levo servait à désigner les maisons d'habitation, comme on le voit encore dans certaines langues régionales indonésiennes. Les andevo étaient donc surtout des domestiques et, dans bien des cas, la simple traduction du terme par « esclaves » soulève des problèmes. 
On trouvait des andevo (ou ondevo) chez tous les peuples de Madagascar jusqu'à ce que l'établissement du pouvoir colonial n'abolisse officiellement l'esclavage en 1896.
Dans le monde traditionnel, on était[Qui ?] réduit à l'état d'andevo pour quatre raisons principales :
1. La captivité à la suite d'une guerre. Une éventuelle libération mettait alors fin au statut d'andevo.
2. L'impossibilité de s'acquitter d'une dette importante. On était seulement alors 'andevo' de façon temporaire, jusqu'au paiement de sa dette.
3. À la suite d'une condamnation pour crime, en particulier contre le souverain ou son autorité, ce qui inclut la rébellion. Seule une grâce royale pouvait alors y mettre fin.
4. La naissance lorsque la mère était ou devenait elle-même andevo. Dans ce dernier cas, la libération devenait plus problématique, sans être impossible.

Chez les Merina, les sujets andriana ou hova réduits à l'état d'andevo (on les qualifiait alors indistinctement de 'zazahova') retrouvaient leur groupe d'appartenance d'origine après leur éventuelle libération. Les gens de race noire réjoignaient cependant le groupe des mainti-enindreny.
Contrairement à ce que certains[Qui ?] tendent maintenant à imaginer, à Madagascar les andevo n'étaient donc pas considérés comme des 'choses' ou des 'animaux' mais simplement des 'exclus', de façon temporaire ou définitive, de la participation sociale normale. En fait, bien d'entre eux étaient simplement, pour établir un parallèle moderne, des 'détenus' ou des gens privés de leurs droits civiques. Là surtout ou cela se complique c'est lorsque le captif était d'origine étrangère et pouvait difficilement être intégré dans le groupe. C'est la raison pour laquelle, en pays merina, on a dû instituer le groupe à part des Mainti-enindreny.
A Madagascar, la situation économique traditionnelle ne pouvait pas permettre une grande différence entre le niveau de vie des andevo et celui de la plupart de leurs maîtres théoriques. D'ailleurs, les andevo avaient la possibilité de travailler pour leur compte personnel et disposaient de biens propres, y compris d'autres andevo (qui devenaient ainsi andevon'andevo selon une expression consacrée!) qu'ils mettaient à leur service. La marque de leur servitude se réduisait alors au paiement d'une redevance, généralement un dixième de leurs acquis, à leurs maîtres. Il pouvait même arriver que des andevo deviennent plus riches que leur maître qui, pour pouvoir hériter éventuellement de leurs biens, n'avaient d'autres possibilités que de s'en faire adopter comme « enfant » légitime. En revanche, ils n'étaient pas soumis aux impôts et n'étaient pas non plus astreints au service public, comme les « corvées » royales ou le service militaire, privilèges (habituellement non retribués) des seuls sujets libres. On comprend dès lors pourquoi bien des andevo refusaient la liberté, même lorsqu'ils avaient les moyens d'y accéder.